# کیا کوریس
کیا کوریس یا کیا کی۹ خودرویی لوکس از شرکت کیا موتورز است. این خودرو در کلاس سدان سایز بزرگ قرار می‌گیرد.
این خودرو در سال ۲۰۱۲ میلادی در کره جنوبی تولید تولید و معرفی شد و در بازارهای کره جنوبی، اروپا و آمریکا و چندین کشور دیگر عرضه شد. کیا K۹۰۰ نسل اول از طراحی مدرن بدنه سود می‌برد و جلو پنجره آن که با نام Tiger Nose شناخته می‌شد، یکی از نکات برجسته آن بود. این خودرو با نام کیا کی۹ نیز عرضه می‌شود.
کوریس (Quoris) ترکیبی از عبارت‌های انگلیسی هسته (core) و کیفیت (quality) می‌باشد و بیانگر استحکام بالا، لوکس بودن و تکنولوژی بالا در یک ساختار هماهنگ است.
کیا در نمایشگاه بین‌المللی خودروی نیویورک ۲۰۱۸ K9/K900 جدید را به نمایش گذاشت. نسل جدید طویل‌تر و پهن‌تر از مدل قبلی است و فاصله دو محور آن با کشش حدود ۲۰۳ اینچ است. فضای داخلی خودرو از چرم و تریم‌های چوبی با کیفیت بالاتر از مدل قبلی و همچنین از یک ساعت آنالوگ ساخته شده توسط موریس لاکروا برخوردار است. نسل دوم این خودرو از پلتفرم مشترکی با جنسیس جی۹۰ سود برده و در کلاس ورودی خودروهای لوکس (Luxury Cars) قرار می‌گیرد.

## پیشرانه
این خودرو از ۳ نوع موتور در مدل‌های مختلف بهره می‌برد.
- موتور ۶ سیلندر خورجینی ۳٫۸ لیتری تنفس طبیعی Lambda GDI
- موتور ۸ سیلندر خورجینی ۵٫۰ لیتری Tau GDI
- موتور ۶ سیلندر خورجینی ۳٫۳ لیتری مجهز به سیستم توربوشارژر Lambda T-GDI[۲]

## امکانات
- پوشش‌های چرم ناپا (Nappa) برای صندلی‌ها
- آیینه‌های جانبی الکتریکی با قابلیت تنظیم نور و مجهز به گرمکن
- ورود بدون نیاز به کلید به خودرو
- بازشدن خودکار در صندوق عقب با ریموت کنترل
- دکمه استارت خودرو
- برف پاک کن‌ها خودکار
- نمایشگر نقطه کور
- چراغ‌های مجهز به لامپ‌های LED
- رینگ‌های ۱۹ اینچی آلیاژی
- صفحه نمایش رنگی ۱۲٫۳ اینچی
- نورپردازی داخلی
- سیستم صوتی فوق حرفه‌ای ۹۰۰ واتی شرکت لکسیکن (Lexicon) نیز به همراه ۱۷ بلندگوی مجزا
- ارتباط با گوشی‌های تلفن همراه از طریق بلوتوث
- سیستم چند رسانه‌ای و کمکی UVO شرکت کیا با پشتیبانی از فرامین صوتی
- سیستم شارژ بدون سیم گوشی
- هدآپ دیسپلی
- سیستم تهویه مطبوع سه‌گانه (Tri Zone Climate Control)
- صندلی راننده با تنظیم الکتریکی در ۲۰ جهت مختلف
- صندلی سرنشین کناری با تنظیم الکتریکی در ۱۶ جهت مختلف
- صندلی‌های جلویی و غربیلک فرمان مخجه به گرمکن و سیستم تهویه
- تزئینات چوبی و کرومی در داخل کابین
- سیستم تنظیم الکتریکی صندلی‌های عقب در ۱۲ جهت مختلف
- سیستم تهویه برای صندلی‌های عقب
- نمایش نمای عقب خودرو در بخش پشت آمپر یا Rear View Monitor
- تهویه مطبوع، گرم و سرد کردن صندلی‌های عقب
- ساعت آنالوگ برند Morris Lacroix
- تایرهای ساخت شرکت میشلن در سایز ۲۴۵/۴۵/۱۹ در جلو و ۲۷۵/۴۰/۱۹ در عقب
- سیستم کنترل سرعت (Cruise Control) هوشمند تطبیقی با قابلیت کاهش سرعت در پیچ‌ها
- سیستم هوشمند ناوبری در اتوبان‌ها (HDA)
- سیستم کمکی جلوگیری در برخورد از جلو (FCA)
- سیستم سنجش هوشیاری راننده
- سیستم لرزش غربیلک فرمان در صورت تشخیص عدم هوشیاری
- سیستم حفظ مسیر حرکت خودرو بین خطوط جاده (LKA)
- دوربین کمکی ۳۶۰ درجه